# Frederick Scott Archer
Frederick Scott Archer (1813–1857) nació en Bishop's Stortford en el Reino Unido fue escultor y es conocido por haber inventado el proceso fotográfico del colodión húmedo, antecesor de la película fotográfica moderna, al publicar sus investigaciones sobre la piroxilina en la revista inglesa The Chemist en marzo de 1851. No obstante, la invención está disputada con Louis Menard y Gustave Le Gray quienes anteriormente habían propuesto la posibilidad del usar un proceso fotográfico basado en el colodión. Más tarde desarrollaría el ambrotipo junto con Peter Fry pero no consiguió patentar o explotar económicamente sus inventos y murió arruinado.
Está enterrado en el Cementerio de Kensal Green en Londres.

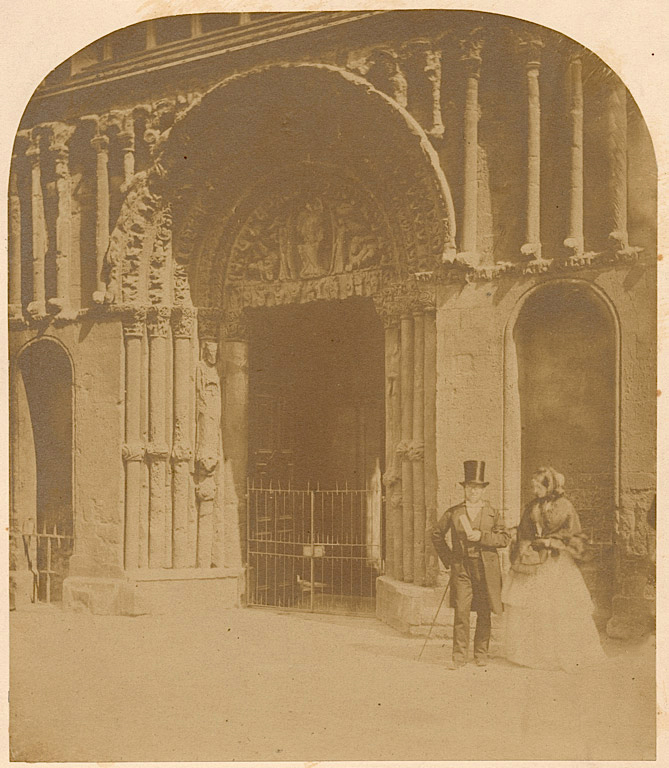
Catedral de Rochester por Frederick Scott Archer, c. 1850, Department of Image Collections, National Gallery of Art Library, Washington D. C.